# Bathyraja minispinosa
Bathyraja minispinosa es una especie de pez de la familia de los Rajidae en el orden de los Rajiformes.

## Morfología
Los machos pueden llegar a alcanzar los 79 cm de longitud total.

## Alimentación
Los ejemplares inmaduros comen principalmente anfípodos, Mientras que los adultos se nutren de cangrejos y peces hueso.

## Reproducción
Es ovíparo y las hembras ponen huevos envueltos en una cápsula córnea.

## Hábitat
Es un pez marino y de aguas profundas que vive entre 150-1420 m de profundidad.

## Distribución geográfica
Se encuentra desde la mar de Ojotsk (ante Abashiri, Japón) hasta la Península de Kamchatka y el mar de Bering.

## Observaciones
Es inofensivo para los humanos.